# Alte Nationalgalerie
De Alte Nationalgalerie is een museum voor kunst van de negentiende eeuw, gelegen op het Museumsinsel in Berlijn. Het gebouw van dit museum werd tussen 1866 en 1876 opgericht en is ontworpen door Friedrich August Stüler. Men wilde hier aanvankelijk de collectie moderne kunst onderbrengen die voorheen in de Akademie der Künste was te bezichtigen. Na de Tweede Wereldoorlog werd de collectie echter opgesplitst en deels tentoongesteld in de speciaal hiervoor gebouwde Neue Nationalgalerie in West-Berlijn. Het gebouw werd toen herdoopt in Alte Nationalgalerie. Na de Duitse hereniging werden de collecties weer samengevoegd.

## Collectie
De Alte Nationalgalerie toont de belangrijkste werken uit de negentiende eeuw van de verzameling Nationalgalerie. Hiertoe behoren kunstwerken van het classicisme en de romantiek (Caspar David Friedrich, Karl Friedrich Schinkel, Karl Blechen, John Constable), de Biedermeier-periode, het Franse impressionisme (Édouard Manet, Claude Monet, Pierre-Auguste Renoir) en de vroeg-modernen (Adolph Menzel (waaronder zijn beroemde "Das Balkonzimmer"), Max Liebermann, Lovis Corinth, Paul Cézanne).
Tot de belangrijkste werken van het museum behoren onder andere Friedrichs "Der Mönch am Meer", Menzels "Eisenwalzwerk" en de zogenaamde "Prinzessinnennengruppe", een beeldhouwwerk voorstellende de prinsessen Louise en Frederika van Mecklenburg-Strelitz, van de beeldhouwer Johann Gottfried Schadow. Deze twee beelden bevinden zich evenwel in de dependance van het museum.

## Friedrichwerdersche Kirche

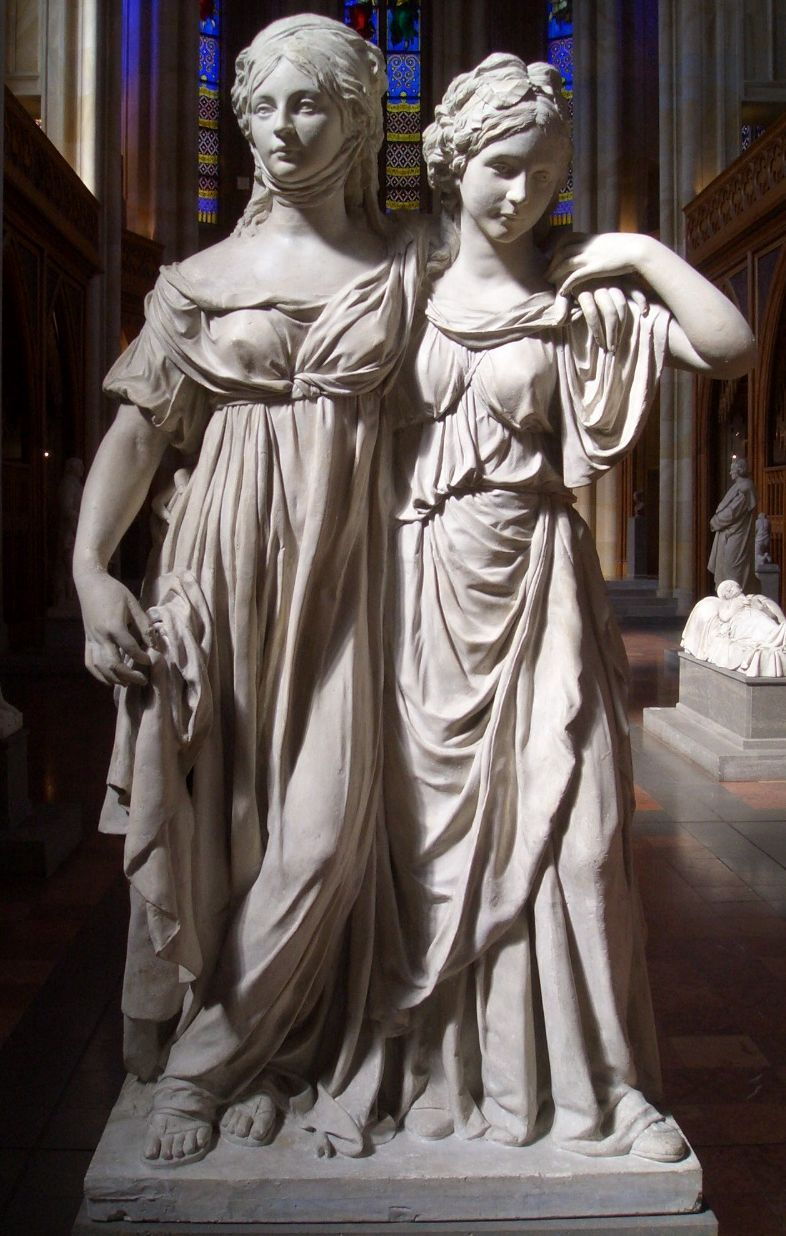
Prinzessinnengruppe van J.G. Schadow

In 1987 werd de Friedrichswerdersche Kirche als dependance van de Nationalgalerie in gebruik genomen. Naast de "Prinzessinnengruppe" worden hier werken van classicistische beeldhouwers van de Berlijnse School (Johann Gottfried Schadow, Christian Daniel Rauch, Emil Wolff, Friedrich Tieck) tentoongesteld.
Ook de beelden van Immanuel Kant, Johann Wolfgang von Goethe en de gebroeders Alexander von Humboldt en Wilhelm von Humboldt bevinden zich in de voormalige kerk.